# Surface Pattern Image Velocimetry
Surface Pattern Image Velocimetry (deutsch: Oberflächenmustergeschwindigkeitsmessung aus Bildern) ist ein berührungsloses optisches Messverfahren zur Bestimmung von Geschwindigkeitsfeldern in der Strömungsmechanik. Im Unterschied zur Particle Image Velocimetry wird hierbei nicht ein Volumen untersucht, sondern nur die Bewegung der Grenzfläche von zwei ineinanderströmenden Fluiden.

## Prinzip
Aus einem Videofilm der strömenden Grenzfläche werden jeweils zwei aufeinanderfolgende Bilder verglichen. Die Ermittlung der Geschwindigkeitskomponenten in der Bildebene gelingt durch die Berechnung der Kreuzkorrelationsfunktion zwischen benachbarten Bildbereichen in beiden Bildern. Mit den Methoden der Photogrammetrie kann die Kamera kalibriert werden, damit die Bewegung aus den Bildkoordinaten in räumliche Koordinaten umgerechnet werden kann.

## Anwendungsbeispiel
Eine mögliche Anwendung der Surface Pattern Image Velocimetry sind Einspritzvorgänge, wie sie in Verbrennungsmotoren vorkommen.